# Agrotera discinotata
Agrotera discinotata là một loài bướm đêm trong họ Crambidae.